# Escala (espacial)
La escala espacial provee una forma "corta" de presentar longitudes relativas, áreas, distancias y tamaños. Un microclima, por ejemplo, que se presente en una montaña, valle o cerca de un lago, mientras un megaevento es aquel que involucra todo el planeta. 
Es importante analiza que tales divisiones son más o menos arbitrarias, y donde, en esta tabla, aparece mega- es para asignar dimensiones globales, si solo se aplica continentalmente o aún regionalmente en otros contextos. Y las interpretaciones de meso- y de macro- deben por lo tanto ser ajustadas acordando los términos.